# Romild Santos Rosa
Romild Santos Rosa (25 oktober 1973) is een voormalig Braziliaans voetballer.

## Carrière
Romild Santos Rosa speelde in 2000 voor Nagoya Grampus Eight.